# Говея (Минас-Жерайс)
Говея (порт. Gouveia) — муниципалитет в Бразилии, входит в штат Минас-Жерайс. Составная часть мезорегиона Жекитиньонья. Входит в экономико-статистический  микрорегион Диамантина. Население составляет 11 860 человек на 2006 год. Занимает площадь 874,927 км². Плотность населения — 13,6 чел./км².

## История
Город основан в 1873 году.

## Статистика
- Валовой внутренний продукт на 2003 год составляет 40 609 576,00 реалов (данные: Бразильский институт географии и статистики).
- Валовой внутренний продукт на душу населения на 2003 год составляет 3446,75 реалов (данные: Бразильский институт географии и статистики).
- Индекс развития человеческого потенциала на 2000 год составляет 0,735 (данные: Программа развития ООН).